# 贾拉·纳特·卡纳尔
贾拉·纳特·卡纳尔（1950年5月20日—）是尼泊尔的一位政治家，前尼泊尔总理，现为尼泊尔共产党（联合社会主义者）领导人。

## 生平
1950年3月21日，贾拉·纳特·卡纳出生于尼泊尔王国伊拉姆县萨凯琼。毕业于特里布文大学，获政治学学士学位。1965年，开始从事政治活动。1982年—1986年，尼泊尔共产党（马列） (1978年)任总书记。1991年，参与创建尼泊尔共产党（联合马列）。